# 威諾納鎮區 (堪薩斯州洛根縣)
威諾納鎮區（英語：Winona Township）為美國堪薩斯州洛根縣轄下的鎮區。2010年美国人口普查中此鎮區人口有242人。

## 地理
威諾納鎮區涵蓋總面積為277.4平方（107.11平方英里），其中陸地面積為277.4平方（107.11平方英里），水域面積為0平方（0.00平方英里）或0.00%。

## 人口統計
根據2010年美國人口普查，威諾納鎮區人口有242人，其中男性有122人，女性有120人，人口密度為每平方公里0.87人，住房計157戶。鎮區內的白人有232人，非裔美國人有5人，美洲原住民有0人，亞裔美國人有1人，太平洋島裔美國人有0人，其他種族有3人，混血種族則有1人。此外鎮區內有10人為西班牙裔或拉丁裔美國人。此鎮區之年齡中位數為42.6歲，而男性年齡中位數為42.0歲，女性年齡中位數為43.0歲。

## 交通

### 主要公路
- 40號美國國道
- 25號堪薩斯州州道